# Stirling, Western Australia
Stirling är en stadsdel i Perth i Australien. Den ligger i kommunen Stirling och delstaten Western Australia, nära centrala Perth. Antalet invånare är 9 157.